# Athyrium manickamii
Athyrium manickamii är en majbräkenväxtart som beskrevs av Fraser-jenk. Athyrium manickamii ingår i släktet Athyrium och familjen Athyriaceae. Inga underarter finns listade.